# Kisgencs
Kisgencs (szlovákul: Honce, korábban Genč) község Szlovákiában, a Kassai kerület Rozsnyói járásában.

## Fekvése
Rozsnyótól 10 km-re nyugatra fekszik, az 526-os út mentén.

## Története
A falu a 13. század második felében keletkezett a csetneki uradalom területén, 1318-ban „Gunch” alakban említik először. A középkorban pásztornépek lakták. 1427-ben 14 adózó portája volt. A 16. század közepén a Csetneki család birtoka, később az Andrássyaké. A török idők után lakói állattartásból, szénégetésből, pálinkafőzésből, fuvarozásból éltek. 1773-ban 26 jobbágy és 2 zsellérház volt a községben.
Vályi András szerint: „GENCS. elegyes tót falu Gömör Vármegyében, birtokosai külömbféle Urak, lakosai katolikusok, fekszik Rosnyó, és Csetnek Városai között, mind a’ kettőtöl fél mértföldnyire, határjának harmad része soványas, és nehezen trágyáztatik, legelője a’ marháknak, juhoknak, ketskéknek elég, fája mind a’ két fele, itatója alkalmatos, piatzozása szomszédságában, a’ vas hámorokban, minthogy sok szenet égetnek keresetre jó alkalmatossága, de vagyonnyainak középszerű volta szerént, második Osztálybéli.”
1828-ban 42 házában 405 lakos élt.
Fényes Elek geográfiai szótárában: „Gencs, tót falu, Gömör és Kis-Honth egyesült vmegyékben, Csetnekhez keletre 1 órányira: 78 kath., 327 evang. lak. F. u. többen. Ut. p. Rosnyó.”
Gömör-Kishont vármegye monográfiája szerint: „Gencs, csetnekvölgyi tót kisközség, 57 házzal és 352 ág. ev. h. vallású lakossal. 1427-ben már a mai nevén említik mint a Csetnekiek birtokát. Azután is szakadatlanul a Bebek-birtokok sorsában osztozott. Ág. h. ev. templomának építési ideje ismeretlen. A község postája, távírója és vasúti állomása Csetnek.”
1920-ig Gömör-Kishont vármegye Rozsnyói járásához tartozott.

## Népessége
| Év:            | 1994. | 2004.   | 2014.   | 2024.    |
| -------------- | ----- | ------- | ------- | -------- |
| Emberek száma: | 419   | 395     | 381     | 327      |
| Eltérés:       |       | -5,72 % | -3,54 % | -14,17 % |

| Év:            | 2023. | 2024.   |
| -------------- | ----- | ------- |
| Emberek száma: | 328   | 327     |
| Eltérés:       |       | -0,30 % |

1910-ben 361, túlnyomórészt szlovák lakosa volt.
2001-ben 405 lakosából 390 szlovák volt.
2011-ben 380 lakosából 352 szlovák.

## Nevezetességei
Római katolikus temploma a 18. században épült, barokk-klasszicista stílusban. Szószéke a 19. század második felében készült, neobarokk.